# Заслуженный мастер спорта СССР
Заслуженный мастер спорта СССР — почётное спортивное звание в СССР. До 1983 года официальным названием звания было «заслуженный мастер спорта», но в официальных документах — например, в Постановлении ЦИК СССР и Указах Президиума Верховного Совета СССР о награждениях орденами и медалями — употреблялось название «заслуженный мастер спорта СССР». Стандартное сокращение в спортивной справочной литературе — ЗМС СССР.
Звание было учреждено постановлением ЦИК СССР от 27 мая 1934 года «Об установлении звания заслуженного мастера спорта» для присвоения «выдающимся мастерам — активным строителям советской физической культуры».
1. Установить звание заслуженного мастера спорта, присваиваемое выдающимся мастерам — активным строителям советской физической культуры.
2. Звание заслуженного мастера спорта присваивается постановлениями Всесоюзного Совета Физической Культуры при ЦИК Союза ССР.
3. Предложить Всесоюзному Совету Физической Культуры при ЦИК Союза ССР разработать и утвердить положение о порядке присвоения звания заслуженного мастера спорта.

Текст с изменениями и дополнениями от 21 сентября 1983 года:
1. Установить звание заслуженного мастера спорта СССР, присваиваемое выдающимся мастерам — активным строителям советской физической культуры.
2. Звание заслуженного мастера спорта СССР присваивается постановлениями Комитета по физической культуре и спорту при Совете Министров СССР.
3. Порядок присвоения звания заслуженного мастера спорта СССР устанавливается Комитетом по физической культуре и спорту при Совете Министров СССР.

Звание присваивалось высшим органом по управлению спортом в СССР (он неоднократно менял названия и статус).
В 1992 году звание присваивалось — в основном, за успехи в составе Объединённой команды — Спортивным советом СНГ.

## Первые заслуженные мастера спорта
5 июня 1934 года звание было присвоено 22 спортсменам, их список был опубликован 17 июня в газете «Правда». Знак № 1 получил конькобежец Яков Мельников. По 10 человек из этого списка представляли Москву и Ленинград, по 1 — Киев и Харьков. Большинство были действовавшими спортсменами или закончили выступления недавно (в начале 1930-х годов); Платон Ипполитов, чьи спортивные достижения относятся к 1910-м — началу 1920-х годов, много сделал для популяризации конькобежного спорта в СССР.
| № знака | Спортсмен                      | Вид спорта             | Город     | Общество      |
| ------- | ------------------------------ | ---------------------- | --------- | ------------- |
| 1       | Мельников, Яков Фёдорович      | конькобежный спорт     | Москва    | «Торпедо»     |
| 2       | Ипполитов, Платон Афанасьевич  | конькобежный спорт     | Москва    | «Динамо»      |
| 3       | Калинин, Владимир Иванович     | конькобежный спорт     | Ленинград |               |
| 4       | Бутусов, Михаил Павлович       | футбол                 | Ленинград | «Динамо»      |
| 5       | Батырев, Павел Васильевич      | футбол                 | Ленинград | «Спартак»     |
| 6       | Старостин, Николай Петрович    | футбол                 | Москва    | «Спартак»     |
| 7       | Селин, Фёдор Ильич             | футбол                 | Москва    | «Динамо»      |
| 8       | Исаков, Пётр Ефимович          | футбол                 | Москва    | «Спартак»     |
| 13      | Привалов, Иван Васильевич      | футбол                 | Харьков   | «Локомотив»   |
| 10      | Соколов, Николай Евграфович    | футбол                 | Ленинград | «Динамо»      |
| 11      | Дёмин, Александр Александрович | лёгкая атлетика        | Москва    | ЦДКА          |
| 12      | Максунов, Алексей Яковлевич    | лёгкая атлетика        | Ленинград | «Динамо»      |
| 9       | Безруков, Александр Павлович   | лёгкая атлетика        | Киев      | военный округ |
| 14      | Шаманова, Мария Гавриловна     | лёгкая атлетика        | Москва    | «Медик»       |
| 15      | Бухаров, Александр Васильевич  | тяжёлая атлетика       | Москва    | «Динамо»      |
| 16      | Шумин, Александр Михайлович    | плавание               | Ленинград | профсоюзы     |
| 17      | Воног, Владимир Донатович      | футбол, русский хоккей | Ленинград | профсоюзы     |
| 18      | Васильев, Дмитрий Максимович   | лыжный спорт           | Москва    | ЦДКА          |
| 19      | Рыжов, Александр Ильич         | стрельба пулевая       | Ленинград | «Динамо»      |
| 20      | Кудрявцев, Евгений Аркадьевич  | теннис                 | Ленинград | «Динамо»      |
| 21      | Романовский, Пётр Арсеньевич   | шахматы                | Ленинград | «Искра»       |
| 22      | Маляев, Александр Васильевич   | лёгкая атлетика        | Москва    | «Динамо»      |
| 1.      |                                |                        |           |               |

Торжественное вручение удостоверения Якову Мельникову состоялось во Дворце культуры Автозавода имени Сталина в присутствии нескольких тысяч человек. Чествование остальных спортсменов проходило в помещении Всесоюзного совета физической культуры.

## Знак ЗМС СССР
Нагрудный знак заслуженного мастера спорта был утверждён в 1935 году. На знаке на фоне советских символов — красной звезды, красного знамени с надписью «СССР», серпа и молота — был изображён бегун, разрывающий финишную ленточку. Автор эскиза знака — Александр Немухин — художник-плакатист и один из пионеров лыжного спорта в России, в 1939 году сам удостоенный звания заслуженный мастер спорта.
- Знак и удостоверение, вручённые Виктору Михайлову, первому боксёру — заслуженному мастеру спорта (1936)

Всего было вручено более 4500 знаков. Количество вручённых знаков превосходит количество заслуженных мастеров спорта: спортсменам, которые были лишены звания, но позже звание было восстановлено или присвоено заново (см. ниже), вручался новый знак; дубликаты также имели свой номер — так, из первых 22 ЗМС дубликаты были выданы М. П. Бутусову (№ 1012) и П. А. Романовскому (№ 1009).

## Дальнейшая история звания

### 1936—1941 годы
Новые присвоения звания последовали в 1936 году и стали регулярными. До Великой Отечественной войны в общей сложности звание получили немногим более 150 человек. В основном звание присваивалось по совокупности заслуг; исключения составили:
- Константин Кудрявцев (1940) — конькобежный спорт — стал чемпионом СССР на дистанции 500 м со вторым результатом в истории и лучшим в истории на равнинных катках[3];
- Анатолий Акимов, Сергей Ильин, Андрей Старостин, Григорий Федотов и Михаил Якушин (1940) — футбол — получили звание за успешное выступление московского «Спартака», усиленного игроками других московских клубов (фактически — сборной Москвы) в товарищеских матчах в Софии[4].

В августе 1939 года Всесоюзный комитет по делам физкультуры и спорта при СНК СССР утвердил «Положение о порядке присвоения звания заслуженного мастера спорта СССР».
Звание заслуженного мастера спорта СССР в соответствии с постановлением ЦИК СССР от 27.05.1934 г. «Об установлении звания заслуженного мастера спорта» присваивается Всесоюзным комитетом по делам физкультуры и спорта при СНК СССР, по ходатайству республиканских комитетов, краевых и областных комитетов РСФСР, Московского и Ленинградского городских комитетов по делам физкультуры и спорта и инспекций физподготовки и спорта РККА и ВМФ.
Звание присваивается физкультурникам СССР — активным строителям советской физической культуры, имеющим высокие спортивные достижения; отличившимся в своей педагогической деятельности, работающим над повышением своего идейно-политического уровня и спортивной техники; сочетающим свою спортивную деятельность с активным участием в общественно-политической жизни страны.
Звание заслуженного мастера спорта присваивается пожизненно.
Заслуженным мастерам предоставляется преимущественное право поступления в средние и высшие физкультурные учебные заведения (при прочих равных условиях), право бесплатного посещения соревнований, праздников, докладов и т. п., право бесплатного получения для тренировки спортивного инвентаря общего пользования на всех спортбазах СССР.
Заслуженному мастеру спорта Всесоюзный комитет выдает удостоверение и нагрудный значок.
Приказы Всесоюзного комитета о присвоении звания заслуженного мастера спорта СССР опубликовываются в физкультурной печати.
Лишение звания заслуженного мастера спорта СССР за проступки, порочащие звание советского физкультурника, производится приказом Всесоюзного комитета по делам физкультуры н спорта при СНК СССР.

### Великая Отечественная война
С началом Великой Отечественной войны присвоение звания на время прекратилось, а в 1942 году вышел приказ, согласно которому звание «заслуженный мастер спорта» присваивалось мастерам спорта, отличившимся в боях с захватчиками. Некоторые из этих присвоений:
- 18 июня 1942 года «за выдающуюся общественную и педагогическую деятельность в деле подготовки резервов для Красной Армии и Военно-морского Флота и отличные спортивные достижения» звание было присвоено 21 спортсменам, тренерам и преподавателям, в числе которых был известный легкоатлет (а в будущем — знаменитый тренер) Виктор Алексеев — участник движения «спортсменов-тысячников» в блокадном Ленинграде[6].
- 23 сентября 1942 года «за выдающиеся спортивные достижения и плодотворную общественную и педагогическую деятельность в подготовке резервов для Красной Армии» звание было присвоено Феодосию Ванину, который в специальном забеге на 20 000 м на побитие мирового рекорда показал один из лучших результатов в истории.
- 17 июля 1943 года среди получивших звание были участники футбольных матчей 1942 года в блокадном Ленинграде — капитан ленинградского «Динамо» Валентин Фёдоров и арбитр Николай Усов[7][8]. Усов стал единственным в истории, кто стал ЗМС как спортивный арбитр.
- 23 февраля 1943 года звание было присвоено штангисту А. Авакяну за то, что он убил немца ударом кулака[9][10].

Посмертно звание были удостоены:
- борец Григорий Пыльнов — 7-кратный чемпион СССР (1933, 1935, 1937—1941); командир отделения ОМСБОНа, погибший 22 января 1942 года (звание присвоено в 1942 году);
- лыжница Любовь Кулакова — 3-кратная чемпионка СССР по лыжным гонкам (1938, 1941), победительница всесоюзных соревнований по горнолыжному спорту (1941); разведчица отряда ОМСБОНа, умершая от ран 23 апреля 1942 года (звание присвоено в 1942 году, в 1943 году награждена орденом Отечественной войны II степени).

В первые послевоенные годы присвоение звание производилось спортсменам, имевшим военные заслуги и вернувшимся в большой спорт, несмотря на тяжёлые ранения; в частности:
- легкоатлет Гавриил Раевский (1947) — 2-кратный чемпион СССР (1935, 1937) и 5-кратный рекордсмен СССР (1935) в прыжках с шестом, рекордсмен СССР в десятиборье (1937); после тяжёлого ранения в голову, в результате которого он потерял левый глаз, вернулся в спорт и стал чемпионом Украинской ССР 1947 по прыжкам с шестом;
- боксёр Вячеслав Щербаков (1948) — потерявший в бою руку, после войны стал известным тренером[11].

### Присвоение званий спортсменам дореволюционного периода
До войны из спортсменов, добившихся успехов ещё до революции, звание было присвоено только тем, кто имел какие-либо заслуги в спорте и в 1930-х годах. В частности:
- Платон Ипполитов, 3-кратный чемпион России по конькобежному спорту — 1934 — спортивный журналист и популяризатор спорта, начальник отдела Всесоюзного комитета по физической культуре и спорту.
- Василий Ипполитов, чемпион Европы 1913 по конькобежному спорту — 1938 — тренер, подготовивший двух чемпионов СССР (первая из побед — 1935).
- Николай Панин-Коломенкин, олимпийский чемпион 1908 по фигурному катанию на коньках — 1940 — автор первого в СССР учебника по фигурному катанию (1938).

Чемпион мира и Европы 1910 и 1911 по конькобежному спорту Николай Струнников, не добившийся значительных успехов в качестве тренера, а позже полностью отошедший от спорта, звания не получил (он умер в 1940 году).
После войны ситуация изменилась. В 1945 году заслуженными мастерами спорта стали несколько ветеранов, которые приобрели известность ещё до революции: никогда не выступавшие в качестве спортсменов-любителей цирковые борцы Иван Поддубный и Клеменс Буль, пионер российской лёгкой атлетики Пётр Москвин, один из первых российских участников ОИ (1900) фехтовальщик Пётр Заковорот.
В 1951 году звание получил Михаил Дьяков — неоднократный рекордсмен мира (1896—1897), призёр чемпионата мира 1898; звание было присвоено вскоре после того, как Дьяков написал письмо на имя Сталина с просьбой назначить ему персональную пенсию «за проделанную мною работу в нашей любимой Родине по спорту, с 1917 г. которому я отдал десятки лет своей жизни» (персональная пенсия местного значения тоже была назначена).

### Середина 1940-х — начало 1950-х годов
Уже во время войны возобновилось присвоение звания за чисто спортивные заслуги.
Во второй половине 1940-х — начале 1950-х годов количество присвоений звания резко возросло. Было проведено несколько награждений, приуроченных к праздникам, наиболее крупное из которых — 5 августа 1948 года в связи с 25-летием общества «Динамо». Спортивный журналист Владимир Пахомов отмечает, что из-за спущенной сверху разнарядки звание получили в том числе и спортсмены, не имевшие никаких серьёзных достижений, приводя примеры футболистов:
- 5 августа 1948 года как представитель киевского «Динамо» звание получил Михаил Сушков, только что назначенный тренером команды и никогда за «Динамо» не выступавший; как игрок он ни разу не попадал в сборные СССР, РСФСР или Москвы.
- 27 июля 1950 года накануне Дня железнодорожника звание получили 3 игрока и тренер московского «Локомотива», шедшего в чемпионате СССР на 11-м месте. Игроки — Михаил Антоневич, Виктор Лахонин и Василий Панфилов — никаких заметных спортивных достижений не имели.

Курьёзную историю о том, как ему в 1947 году было присвоено звание, рассказывал Николай Озеров. Он только что окончил ГИТИС и стал играть во МХАТе. На премьеру одного из первых его спектаклей, где он играл эпизодическую роль, пришёл Сталин. При появлении на сцене Озерова директор театра, дававший Сталину пояснения, сказал «А это наш молодой актёр Коля Озеров. Он ещё и в теннис играет», на что Сталин отреагировал фразой «Хорошо играет». На следующий день заседали сразу две комиссии по присуждению званий: в Министерстве культуры сочли, что присваивать звание заслуженного артиста РСФСР рано, а спортивное ведомство присвоило звание ЗМС — к тому времени Озеров был уже 8-кратным чемпионом СССР.
В первой половине 1950-х годов в связи с выходом советских спортсменов на международную арену было принято решение о присвоении звания за достижения на крупнейших международных соревнованиях.
До середины 1950-х годов звание нередко присваивалось за тренерские и педагогические достижения; в 1956 году такая практика была прекращена в связи с учреждением звания «заслуженный тренер СССР».

### С 1950-х годов
К середине 1950-х годов в большинстве видов спорта звание, как правило, давалось только за крупные международные успехи. В августе 1969 году с целью упорядочить присвоение коллегия Госкомспорта СССР приняла положение, согласно которому звание ЗМС могло быть присвоено только олимпийским чемпионам, чемпионам мира, двукратным чемпионам Европы или за выдающиеся результаты на крупнейших международных соревнованиях; однако на практике этому положению следовали не всегда.
Как правило, звание присваивалось:
- Олимпийским чемпионам. После олимпийских побед звание не было присвоено нескольким чемпионам в игровых командных видах спорта (водное поло, волейбол, гандбол, хоккей), в командных соревнованиях (спортивная гимнастика, фехтование) и не выступавшим в финале командной гонки преследования (велоспорт) и эстафет (лёгкая атлетика, плавание). Большинство из этих спортсменов стали ЗМС СССР за более поздние заслуги либо при присвоении ветеранам спорта в 1989—1991 годах. Из олимпийских чемпионов советского периода не стали ЗМС СССР волейболисты Татьяна Вейнберга (1968), Василиюс Матушевас (1968 — умер в 1989) и Людмила Жигилий (1972 — ЗМС России, 2003), гандболистка Наталья Лукьяненко (1980), хоккеисты Виктор Никифоров (1956 — умер в 1989), Борис Александров (1976) и Евгений Белошейкин (1988, также чемпион мира 1986), гимнаст Дмитрий Леонкин (1952, также бронзовый призёр ОИ в упражнениях на кольцах — умер в 1980), фехтовальщица Людмила Шишова (1960).
- В олимпийских видах спорта: в личных соревнованиях, парах, экипажах, эстафетных командах и т. п. звание присваивалось чемпионам мира; а в видах спорта, где чемпионаты мира долгое время не проводились (до 1970-х — 1980-х годов: плавание и прыжки в воду, академическая гребля, бокс, лёгкая атлетика), звание могло быть присвоено и за победу на чемпионате Европы. В игровых командных видах спорта критерии могли существенно отличаться: в футболе звание массово присваивалось за победу в Кубке обладателей кубков — в хоккее же, за редким исключением, звание присваивалось только чемпионам мира, причём некоторым — только со второго-третьего раза.
- В неолимпийских видах спорта звание обычно присваивалось неоднократным или абсолютным чемпионам мира.
- Также звание могло присваиваться за первое достижение мирового уровня в каком-либо виде спорта или дисциплине либо по сумме достижений.

В олимпийских видах спорта некоторым спортсменам звание было присвоено за достижения на всесоюзной арене, в частности:
- До середины 1970-х годов присвоение звания не за конкретные достижения практиковалось в футболе (позже из действующих игроков единственным получившим таким образом звание стал в 1988 году Фёдор Черенков).
- В хоккее звание было присвоено трём игрокам, много сезонов бывшим одними из лидеров своих клубов, двое из которых — Юрий Морозов («Химик», 1970) и Игорь Дмитриев («Крылья Советов», 1974) — никогда не играли за сборную СССР в официальных матчах. Спортивный журналист Лев Россошик посчитал такой выбор спорным — по его мнению, не менее достоин звания был по крайней мере Игорь Чистовский из горьковского «Торпедо»[13].
- Иногда звание присваивалось многократным чемпионам СССР. Особенно много таких присвоений было в 1965—1966 годах: лыжник Иван Утробин (1966) — 10-кратный чемпион СССР (1960—1966), бронзовый призёр в эстафете ЗОИ 1964 и ЧМ 1962; легкоатлет Василий Анисимов (1966) — 11-кратный чемпион СССР (1961—1966), не имевший медалей крупнейших международных соревнований; боксёр Владимир Стольников (1965, после ухода из большого спорта) — 5-кратный чемпион СССР (1955—1961), призёр ЧЕ 1959 и 1961; яхтсмен Евгений Канский (1965), 16-кратный чемпион СССР (1951—1965), бывший невыездным… Несколько подобных присвоений было и позднее — например, борец классического стиля Василий Меркулов (1979, после ухода из большого спорта) — 5-кратный чемпион СССР (1966—1975), бронзовый призёр ЧЕ 1967.

Были и другие присвоения звания спортсменам, не завоевавшим медалей крупнейших международных соревнований, в частности:
- 1968 год — Абдысалан Нурмаханов — боксёр-тяжеловес; 4-кратный призёр чемпионатов СССР (1957—1967), победитель GANEFO (1963). Первый в боксе[15] и один из первых ЗМС из Казахской ССР.
- 1973 год — Виктор Большов — легкоатлет; чемпион СССР 1960, занял 4-е места на ОИ 1960 и ЧЕ 1962 в прыжках в высоту[16]. Один из первых ЗМС из Молдавской ССР.

Звание присваивалось и в видах спорта, по которым не проводились международные соревнования:
- в акробатике звание впервые было присвоено в 1963 году и присваивалось ещё несколько раз до начала проведения чемпионатов мира (проводятся с 1974 года);
- в художественной гимнастике в 1964 году одновременно с первой абсолютной чемпионкой мира (1963) звание получили и две 4-кратные абсолютные чемпионки СССР;
- в городках с 1949 по 1981 год звание было присвоено 10 спортсменам;
- в 1977 году звание было присвоено Наталье Богословской — 4-кратной чемпионке СССР по многоборью ГТО;
- в альпинизме звание присваивалось по совокупности достижений; исключение — присвоения за участие в Первой (1982) и Второй (1989) советских гималайских экспедициях;
- за достижения в спортивном туризме звание было присвоено участникам лыжных экспедиций, руководимых Дмитрием Шпаро: на Северный полюс (1979) и СССР — Северный полюс — Канада (1988, звания присвоены в 1989).

Кроме спортсменов, заслуженными мастерами спорта стали и многие из тех, кто хотя и устанавливали официальные мировые рекорды, фиксируемые FAI, но спортсменами не были — космонавты и лётчики-испытатели (среди космонавтов только Светлана Савицкая ещё до первого полёта стала ЗМС как абсолютная чемпионка мира по самолётному спорту).

#### Юбилейные награждения иностранных граждан
1972 год — 50-летие СССР
В декабре 1972 года в ознаменование 50-летия СССР звание было присвоено лучшим спортсменам ряда социалистических стран:
- Болгария — Мария Гигова (художественная гимнастика)
- Венгрия — Андраш Бальцо (современное пятиборье)
- ГДР — Карин Янц (спортивная гимнастика)
- КНДР — Ли Хо Джун (стрелковый спорт)
- Куба — Теофило Стивенсон (бокс)
- Монголия — Хорлоогийн Баянмунх (вольная борьба)
- Польша — Влодзимеж Любаньский (футбол)
- Румыния — Николае Мартинеску (классическая борьба)
- Чехословакия — Ондрей Непела (фигурное катание)

Среди награждённых все были олимпийскими чемпионами 1972 года, за исключением двоих: Хорлоогийн Баянмунх был серебряным призёром Игр (в Монголии не было олимпийских чемпионов); Мария Гигова выступала в неолимпийском виде спорта, где к тому моменту была двукратной абсолютной чемпионкой мира.
1985 год — 40-летие Победы
23 апреля 1985 года в связи с 40-летием победы в Великой Отечественной войне звание было присвоено группе спортсменов, среди которых был гражданин Польши:
- Иван Антонович (Москва) — МС СССР (1941), ЗТ СССР (1965); альпинист и организатор, родоначальник спортивного скалолазания; во время войны командовал взводом 346-го горнострелкового полка.
- Хусейн Залиханов (Нальчик) — МС СССР (1956), ЗТ СССР (1964); альпинист и организатор; во время войны был главным инспектором горноспасательной службы Кавказа.
- Юрий Нырков (Москва) — МС СССР по футболу, игравший в знаменитой «команде лейтенантов» и в сборной СССР на ОИ 1952; войну закончил командиром взвода САУ; дослужился до звания генерал-майора (1980).
- Станислав Марусаж — серебряный призёр ЧМ 1938, рекордсмен мира (1935), участник 4 ЗОИ (1932—1952) в прыжках на лыжах с трамплина; во время войны был горным курьером в польском Сопротивлении.

#### 1989—1992: присвоения ветеранам спорта
26 августа 1989 года в газете «Советский спорт» под рубрикой «Субъективный взгляд» была опубликована статья Льва Россошика «Сочтёмся славою?», которая появилась благодаря читательским письмам. В этой статье он приводил примеры спортсменов, как получивших звание без каких-либо существенных достижений, так и незаслуженно обойдённых при присвоении. В качестве незаслуженно обойдённых им были названы: хоккеист Игорь Чистовский; фехтовальщик Леонида Романова — двукратный чемпион мира в командных соревнованиях (1969, 1970) и двукратный призёр ЧМ в личных соревнованиях (1969, 1971); пловец Семён Белиц-Гейман — рекордсмен мира (1966) и двукратный олимпийский призёр (1968 — эстафеты); пловец Владимир Косинский — трёхкратный олимпийский призёр (1968).
Как отмечает Россошик, это выступление газеты помогло восстановить справедливость: звание получили пловцы не только названные им спортсмены (кроме Чистовского), но и многие другие.
Присвоение звание ветеранам спорта продолжалось вплоть по 1992 год; в 1990-е — начале 2000-х годов за достижения советского периода ряду спортсменов, бывших российскими гражданами, было присвоено звание «заслуженный мастер спорта России».

### Статистика присвоений
На 1 января 1957 года звание получил 1001 человек, на 1 января 1960 года — 1102 человека, на 1 января 1975 года — 2022 человека, к 1980 году — 2,7 тыс. человек, к 1988 году — более 3 тыс. человек.

## Спортсмены, лишённые звания ЗМС СССР
Ряд заслуженных мастеров спорта были лишены этого звания. Причины были разные — политические, участие в скандалах (от осуждения за уголовное преступление до фельетона в центральной газете, изложенные в котором факты позже могли и не подтвердиться), неспортивное поведение, «нарушение спортивного режима»… Некоторым позже звание было возвращено, некоторым — нет; несколько спортсменов получили звание повторно за новые достижения.
При выезде за границу на постоянное место жительства или отказе вернуться в СССР следовало лишение звания. Так, звания были лишены шахматистка Алла Кушнир (1974), шашист Исер Куперман (1978), «невозвращенцы» шахматист Виктор Корчной (1976), фигуристы Людмила Белоусова и Олег Протопопов (1979), хоккеист Александр Могильный (1989). Исключением стал футболист Агустин Гомес: попавший в СССР подростком в числе детей испанских республиканцев, он в 1956 году вернулся в Испанию для работы в компартии.
Среди других наиболее известных случаев лишения звания:
- Ряд репрессированных спортсменов были лишены и звания ЗМС; в частности, братья Александр, Андрей и Николай Старостины были лишены звания в 1943 году (звание восстановлено в 1955 году)[7].
- После поражения сборной СССР по футболу от сборной Югославии на Олимпийских играх 1952 года звания были лишены тренер Борис Аркадьев, игроки Константин Бесков и Валентин Николаев[21] (позднее звание восстановлено).
- В 1958 году для трёх олимпийских чемпионов по футболу — Эдуарда Стрельцова, Михаила Огонькова и Бориса Татушина — вечеринка закончилась уголовными обвинениями; все трое были лишены звания. Против Огонькова и Татушина уголовные обвинения были сняты, но они были пожизненно дисквалифицированы; в 1962 году дисквалификация с них была снята, и им вернули звание «мастер спорта СССР»[22]; у Татушина звание ЗМС было восстановлено[23], Огоньков до восстановления не дожил (он умер в 1979). Стрельцов был осуждён, после выхода из заключения вернулся в большой спорт, и в 1967 году ему было вновь присвоено звание заслуженного мастера спорта.
- Пятиборец Борис Онищенко был лишён звания после скандала на Олимпийских играх 1976 и последовавшей за ним пожизненной дисквалификацией: он оснастил свою шпагу механизмом, при использовании которого происходила электронная фиксация укола без реального его нанесения.
- В начале 1985 года после обнаружения на канадской таможне анаболических стероидов были пожизненно дисквалифицированы (через 2 года дисквалификацию сняли) и лишены звания тяжелоатлеты Александр Курлович (в 1988 году получил звание вновь) и Анатолий Писаренко.
- Нередко поводом для лишения звания становилось «нарушение таможенного режима» на советской границе.
  - Весной 1964 года при возвращении из Югославии сборной СССР был проведён досмотр, и у большинства игроков были обнаруженные импортные вещи стоимостью явно большей, чем задекларированные при выезде суммы; 10 из 11 спортсменов были лишены спортивных званий (а 9 — дисквалифицированы на год, в результате чего пропустили Олимпийские игры), в том числе Вячеслав Куренной — звания ЗМС (возвращено в 1965 году); по чьей инициативе и зачем была проведена эта акция, до сих пор осталось неизвестным[24].
  - Шахматист Марк Тайманов после поражения в 1971 году от Р. Фишера со счётом 0:6 был подвергнут досмотру на таможне; у него обнаружили книгу Солженицына «В круге первом», и он был лишён звания[25] (звание было восстановлено через 20 лет).
  - В 1973 году после досмотра на таможне сборной СССР по баскетболу, возвратившейся из турне по Америке, звания были лишены олимпийские чемпионы 1972 года Алжан Жармухамедов, у которого в сумке нашли пистолет, и Иван Дворный, вскоре арестованный и осуждённый за «спекуляцию». Жармухамедову звание было вновь присвоено в 1979 году после победы на чемпионате Европы; Дворному в 1999 году было присвоено звание «заслуженный мастер спорта России».
  - 23 января 1977 году на досмотре при выезде за границу у Александра Белова были обнаружены иконы, которые он вёз по просьбе другого игрока; Белов был дисквалифицирован и лишён звания; позже дисквалификацию сняли, а 3 октября 1978 года Александр Белов умер. По одной из версий целью провокации была попытка одного из игроков попасть в стартовую пятёрку сборной, по другой — провокация была задумана в Москве, чтобы вынудить Белова перейти в ЦСКА[26]. В открытых источниках отсутствует информация, было ли возвращено звание ЗМС[27]; в спортивных справочниках Александр Белов указывается как ЗМС.

| Спортсмен                                     | Вид спорта           | Дата       | Достижения на момент присвоения / причины лишения                                                    |
| --------------------------------------------- | -------------------- | ---------- | --- |
| Серым цветом выделены данные о лишении звания |                      |            | |
| Кузькин, Виктор Григорьевич                   | хоккей с шайбой      | 1963       | чемпион мира 1963                                                                                    |
| Кузькин, Виктор Григорьевич                   | хоккей с шайбой      | 1966       | обвинение в дебоширстве и хулиганстве                                                                |
| Кузькин, Виктор Григорьевич                   | хоккей с шайбой      | 1967       | чемпион мира 1967                                                                                    |
|                                               |                      |            | |
| Стрельцов, Эдуард Анатольевич                 | футбол               | 16.02.1957 | олимпийский чемпион 1956                                                                             |
| Стрельцов, Эдуард Анатольевич                 | футбол               | 18.02.1958 | обвинение в изнасиловании                                                                            |
| Стрельцов, Эдуард Анатольевич                 | футбол               | 5.11.1967  | признан лучшим футболистом СССР 1967                                                                 |
|                                               |                      |            | |
| Жармухамедов, Алжан Мусурбекович              | баскетбол            | 1971       | чемпион Европы 1971                                                                                  |
| Жармухамедов, Алжан Мусурбекович              | баскетбол            | 1973       | «нарушение таможенного режима»                                                                       |
| Жармухамедов, Алжан Мусурбекович              | баскетбол            | 1979       | чемпион Европы 1979                                                                                  |
|                                               |                      |            | |
| Лукьянов, Александр Викторович                | академическая гребля | 1976       | олимпийский чемпион 1976, чемпион мира 1974, 1975                                                    |
| Лукьянов, Александр Викторович                | академическая гребля | 19…        | |
| Лукьянов, Александр Викторович                | академическая гребля | 1984       | победитель соревнований «Дружба-84»                                                                  |
|                                               |                      |            | |
| Курлович, Александр Николаевич                | тяжёлая атлетика     | 1984       | победитель соревнований «Дружба-84» в рывке, серебряный призёр в двоеборье и толчке, рекордсмен мира |
| Курлович, Александр Николаевич                | тяжёлая атлетика     | 1985       | обнаружение на канадской таможне анаболических стероидов                                             |
| Курлович, Александр Николаевич                | тяжёлая атлетика     | 1988       | олимпийский чемпион 1988, чемпион мира 1987                                                          |

## Материальные льготы
Футбольный обозреватель Эрнест Николаев пишет, что ему в архивных документах сталинских времён встретились два проекта постановлений правительства о льготах, предоставляемых заслуженным мастерам спорта. Из перечня 20—30 льгот как наиболее значительные он выделил такие: льготная оплата жилплощади, право на дополнительную жилплощадь, ежегодное санаторно-курортное лечение совместно с членами семьи, ежегодная экипировка, бесплатное посещение стадионов и пользование спортивным инвентарём. Эти проекты так и не воплотились в нормативные документы. Впервые льготы заслуженным мастерам спорта появились во времена перестройки, в 1988 году.
Пенсии «за спортивные достижения и выслугу лет» были установлены Постановлением Совета Министров СССР, ВЦСПС и ЦК ВЛКСМ от 2 августа 1988 года № 945 «О совершенствовании управления футболом, другими игровыми видами спорта и дополнительных мерах по упорядочению содержания команд и спортсменов по основным видам спорта». Согласно принятому в феврале 1989 года «Порядку назначения и выплаты пенсий за выслугу лет заслуженным мастерам спорта СССР, мастерам спорта СССР международного класса — членам сборных команд СССР» эти пенсии назначались «при общем стаже работы не менее 20 лет заслуженным мастерам спорта СССР и мастерам спорта СССР международного класса, состоявшим в штате команд мастеров не менее 10 лет, в том числе в сборных командах СССР, или не менее 6 лет в составе сборных команд СССР».
Тем же постановлением от 2 августа 1988 года Госкомспорту СССР было разрешено:
- «выплачивать спортсменам — заслуженным мастерам спорта СССР и мастерам спорта СССР международного класса после завершения ими активной спортивной деятельности в составе сборной команды СССР или штатной команды мастеров по футболу и другим игровым видам спорта 70 процентов получаемого оклада до завершения ими высшего или среднего специального образования или получения профессии и 50 процентов этого оклада в последующие три года» (в сумме — не более 8 лет);
- вводить «надбавки к окладам за звание „Мастер спорта СССР“ в размере 10 рублей в месяц, за звание „Заслуженный мастер спорта СССР“, „Заслуженный тренер СССР“ или „Заслуженный тренер союзной республики“ в размере 20 рублей в месяц тренерам, состоящим на окладах» (по одному, высшему, званию).

После 1992 года в ряде государств, ранее входивших в состав СССР, звание «Заслуженный мастер спорта СССР» даёт такие же льготы, как и аналогичное звание этого государства. В Белоруссии 12 апреля 1996 года лица, имеющие звание «Заслуженный мастер спорта СССР», были приравнены к лицам, удостоенным звания «Заслуженный мастер спорта Республики Беларусь».